# Kleinvargula
Kleinvargula  is een dorp in de Duitse gemeente Herbsleben in het Unstrut-Hainich-Kreis in Thüringen. Het dorp wordt voor het eerst genoemd in een oorkonde uit 1267. Het dorp werd in 1994 toegevoegd aan Herbsleben.